# 無間道不道
《無間道不道》為台灣中天娛樂台的一個娛樂遊戲綜藝節目，由徐乃麟和曾國城主持，2007年12月19日開播，播出時間為週一至週五22點到23點。
中天娛樂台原先預定2007年12月17日開播《無間道不道》，但由於曾國城不希望與自己主持的三立都會台美食節目《美食大三通》對打，幾經協調之後決定，《美食大三通》曾國城離職前最後一集在2007年12月18日播出後，2007年12月19日開播《無間道不道》。

## 節目預告
- 節目開播前的預告，由徐乃麟和曾國城模仿香港電影《無間道》的經典場景，嚴肅地彼此說：「給我個機會，我想當好人」以及「我給你機會，那誰給我機會？」

## 單元介紹

### 王牌大間諜
由主持人（徐乃麟）洗牌，來賓切一次牌後發牌。每位參賽者各執一張撲克牌，由主持人（徐乃麟）切牌決定莊家，並由莊家決定何種牌型要喝飲料。（例如：最大的兩個參賽者、牌面最接近某個點數的參賽者…）每個人看牌後決定下注多少飲料，之後進行換牌或保留牌。最後最接近牌型的兩位參賽者，就必須將該飲料共同喝完。
以下是該遊戲常用的飲料：
1. 酸：鎮江醋、楊桃、葡萄、烏梅、柳橙、金桔、蔓越莓、蘋果、紅蘿蔔
2. 甜：甘蔗、可樂、沙士、橘子汽水、冬瓜茶、麥茶
3. 辣、嗆：蔥、 (紅) 洋蔥、蒜、薑、甜椒 (紅、黃)
4. 苦：穿心蓮、苦茶、黃蓮、苦瓜
5. 蔬菜：韭菜、芹菜、蘆筍、番茄、黃瓜、香菜、紫高麗
6. 其他：芭樂、無糖咖啡、青草茶

### 誰在無間道

#### 臥底設定
由藝人自行選位子坐，其中之一號為預先設定好的臥底號碼，主持人會由電話中告知藝人是否為臥底，並叫他們做一些立即性的指定任務。

#### 無間問答
一共有四題，獎金從3000到10000不等。在臥底的答案板上寫有全部的正確答案。其他三位來賓則須由問答中猜誰是
臥底，猜中者獲得臥底獎金（8000）。若沒人猜中，則三位來賓的獎金除2給臥底。最後由獎金最高者為獲勝。

### 貓抓老鼠
97年1月28日首次出現的遊戲，因應鼠年而推出的。多名藝人坐在椅子上，然後藝人開始喊：「吱吱喳喳　吱吱喳喳　吱吱吱，吱吱喳喳　吱吱喳喳　吱吱吱，貓抓老鼠，抓幾隻？」，然後主持人(徐乃麟)指定數目，例如喊：「抓六隻」，然後拍打一名藝人肩膀，以示由其開始進行遊戲。參與遊戲的藝人就開始喊：「抓到了」、「逃跑了」、「貓來了 喵」。藝人喊一次「抓到了」，就計算貓抓到一隻老鼠，一旦抓到主持人指定的數目，喊到該數字的藝人要帶頭起立喊：「萬歲」，接著重新開始遊戲。如果喊錯，例如喊「逃到了」、「抓跑了」、「貓掉了」就算醜一，一旦醜二則該名藝人應退出遊戲。

### 護士打針
97年2月12日首次出現的遊戲，規則和「貓抓老鼠」相同，只有口訣、口令不同。
遊戲口訣：

1.全部人：「吚哦吚哦　吚哦吚哦　吚哦哦，吚哦吚哦　吚哦吚哦　吚哦哦，護士來了，打幾針？」

2.主持人：「打＊針」

口令：

1.打針了：將打過針數增加1

2.吃藥了：打過針數持平

3.出院了：全部的人要說「YA!」，並做出指定動作。(不能連續三人都喊。)

### 少數一定贏
97年1月16日首次出現的遊戲。由主持人或來賓出題，猜測Yes或No較少，較多的一方
，要接受旋轉處罰；較少的一方得分。97年2月11日，曾經改稱叫「卡少才會贏」。

### 輸人不輸陣

#### 吃葡萄不吐葡萄皮
97年2月6日首次出現的遊戲。兩隊各派一位隊員比賽，看5秒內誰的嘴巴內塞的葡萄較多，即可得一分。
另外，主持人徐乃麟還戲稱說將「葡萄一個一個吐出」這個動作看起來就像「羊在大便」一樣。

#### 天上掉下來的禮物
97年2月11日首次出現的遊戲。兩隊各派一位隊員比賽，參賽者須坐著並矇眼猜出從主持人(徐乃麟)手上放在他們臉上的是什麼東西(生物)，最先猜對者，即可得一分。

#### 心事誰人知
97年2月11日首次出現的遊戲。兩隊各派三位隊員比賽，雙方輪流各吃三碗食物，並猜測對方誰沒吃到辣的那一碗。猜對的那一隊，可得一分。

### 熱血心臟病
07年2月28日首次出現的遊戲。玩法和一般心臟病相同，但多加鬼牌也要打。而進階版，則是跳格打(即+1或-1)。玩家如果最後才打或打錯要接受「愛心小手」打屁股(1,3回合)或腳底板(2,4回合)的處罰。

### 德州樸克賽
97年2月28日首次出現的遊戲。為類似梭哈的變形遊戲，每個來賓各有三萬分可以下注，每人先發兩張底牌，看玩後各下一千分看接下來的三張公牌。接著再繼續下注、看公牌二次，其中若有人覺得牌太差可以不跟，先行出局。最後由牌形組合最大者勝出，並獲得該回合之總積分。總共比賽三回合，累計積分最多者，可挑戰「終極大老二」，將積分變獎金。

### 誰是大老二
當來賓是多人一組(如：藝人團體、夫妻檔、觀眾大專組…)時才會出現的單元。共有三回合，玩法和一般大老二完全相同，由其中一組夾殺主持人。最後由牌合計剩最少的組別獲勝。

### 特別企劃
97年5月26日首次出現的單元。類似一般的談話性節目，說一些藝人過去的經驗。
(例如:第一次看A片、喝醉…等)

### 決戰無間道

#### 搶救人質
由前一單元獲勝者進行遊戲。共有四位美女，身上有鎖，來賓需在60秒內輪流使用10把鑰匙解開鎖。開一把得獎金的1/5；開二把得獎金的1/4；開三把得獎金的1/2；四把全開則獲得獎金的10倍。

目前全過者：

王耀慶：獲得24萬元台幣。

#### 機密檔案
在玩完前述遊戲後，須選擇「機密個人檔案A或B」，內裝有「好人」或「壞人」的紙，如為「好人」則可帶走高額獎金。

### 終極大老二
2008年2月28日首次出現的遊戲。在玩之前先要選擇A或B方案，A方案：三回合皆最贏→獎金變兩倍；B方案：三回合皆不要最輸→獎金變一半。而玩法和一般大老二完全相同，由主持人徐乃「贏」、曾國「勝」夾殺前面獲勝之來賓。偶爾主持人會讓其他來賓挑戰最贏即獲得一萬元獎金。
| 中天娛樂台 星期一至五22:00～23:00                         | 中天娛樂台 星期一至五22:00～23:00        | 中天娛樂台 星期一至五22:00～23:00 |
| --------------------------------------------------------- | ---------------------------------------- | --------------------------------- |
|                                                           | 無間道不道 2007年12月19日－2008年6月27日 |                                   |
| 小氣大財神 （重播）2007年12月17日－2007年12月18日【註一】 | 星光一二三 2008年6月30日－2008年7月10日  |                                   |

【註一】：2007年12月19日起，改在星期一至五23:00～24:00播映。